# Palmarès del Moadon Kaduregel Maccabi Tel Aviv
Il Moadon Kaduregel Maccabi Tel Aviv (in ebraico מועדון כדורגל מכבי תל אביב‎?), noto semplicemente come Maccabi Tel Aviv, è la sezione calcistica della società polisportiva israeliana Maccabi Tel Aviv.
È la squadra di calcio più titolata d'Israele, avendo vinto in ambito nazionale 23 campionati, 23 Coppe di Israele, 7 Coppe Toto (denominazione ufficiale della Coppa di Lega israeliana) e 7 Supercoppe d'Israele e a livello internazionale 2 Campionati d'Asia per club. Per sette volte ha centrato il double campionato-coppa nazionale ed è l'unica squadra israeliana a non essere mai retrocessa in seconda divisione.

## Competizioni nazionali

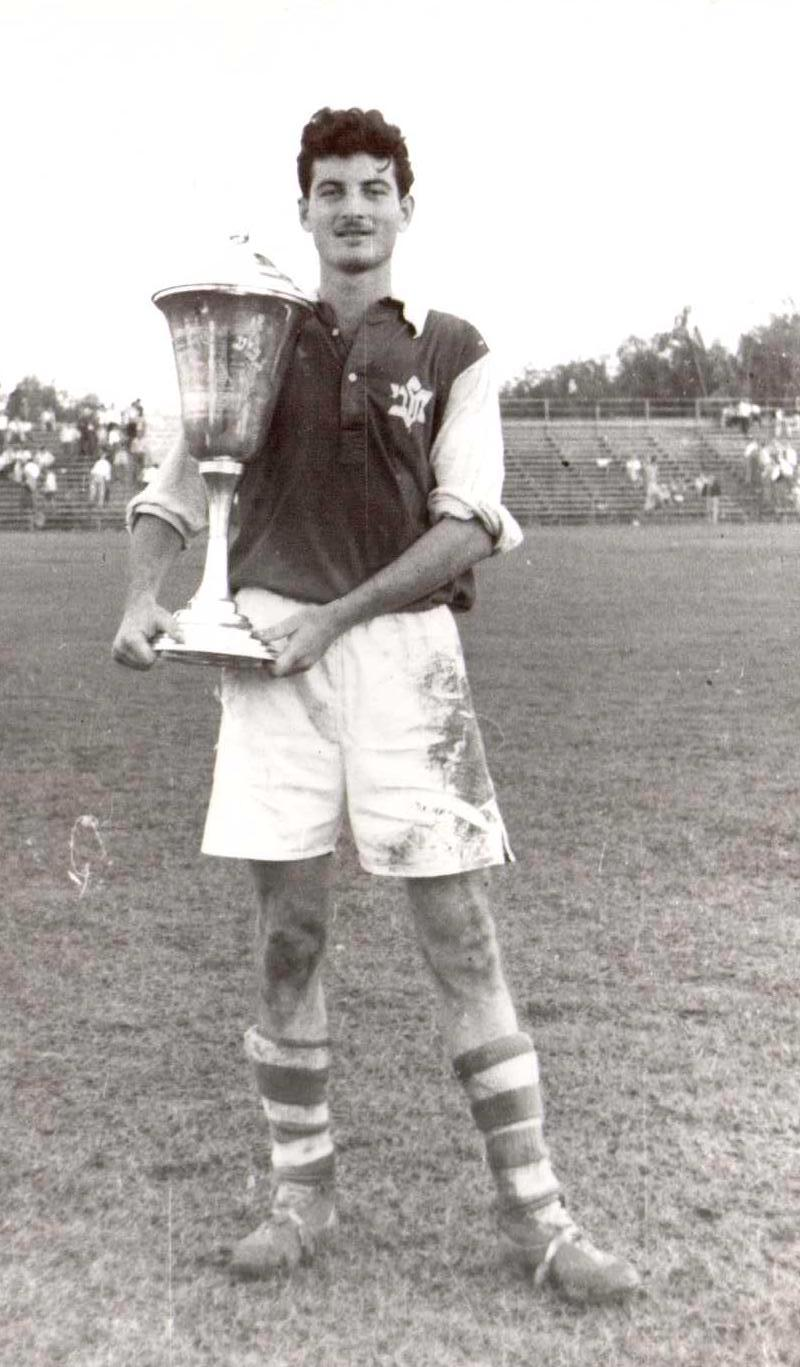
Noach Reznik con la coppa nazionale vinta nel 1957

- Campionato israeliano: 24  (record)

1935-1936, 1936-1937, 1941-1942, 1946-1947, 1949-1950, 1951-1952, 1953-1954, 1955-1956, 1957-1958, 1966-1968, 1969-1970, 1971-1972, 1976-1977, 1978-1979, 1991-1992, 1994-1995, 1995-1996, 2002-2003, 2012-2013, 2013-2014, 2014-2015, 2018-2019, 2019-2020, 2023-2024
- Coppa d'Israele: 24  (record)

1928-1929, 1929-1930, 1932-1933, 1940-1941, 1945-1946, 1946-1947, 1953-1954, 1954-1955, 1957-1958, 1958-1959, 1963-1964, 1964-1965, 1966-1967, 1969-1970, 1976-1977, 1986-1987, 1987-1988, 1993-1994, 1995-1996, 2000-2001, 2001-2002, 2004-2005, 2014-2015, 2020-2021
- Coppa Toto: 7  (record)

1992-1993, 1998-1999, 2008-2009, 2014-2015, 2017-2018, 2018-2019, 2020-2021
- Supercoppa d'Israele: 8  (record)

1965, 1968, 1977, 1979, 1988, 2019, 2020, 2024

## Competizioni internazionali
- AFC Champions League: 2 (record israeliano)

1968-1969, 1970-1971

## Altri piazzamenti
- Campionato israeliano:

Secondo posto: 1954-1955, 1959-1960, 1965-1966, 1973-1974, 1992-1993, 1993-1994, 1998-1999, 2003-2004, 2009-2010, 2015-2016, 2016-2017, 2017-2018, 2020-2021
Terzo posto: 1956-1957, 1958-1959, 1968-1969, 1977-1978, 1985-1986, 1986-1987, 2001-2002, 2006-2007, 2010-2011, 2021-2022
- Coppa d'Israele:

Finalista: 1934, 1938, 1940, 1951-1952, 1961-1962, 1975-1976, 1978-1979, 1982-1983, 1991-1992, 1992-1993, 1996-1997, 2015-2016, 2016-2017
Semifinalista: 1929, 1937, 1939, 1942, 1956-1957, 1968-1969, 1970-1971, 1971-1972, 1973-1974, 1983-1984, 1985-1986, 2002-2003, 2018-2019, 2021-2022, 2022-2023
- Coppa di Lega israeliana:

Finalista: 1991-1992
Semifinalista: 1985-1986, 1986-1987, 1996-1997, 2001-2002
- Supercoppa d'Israele:

Finalista: 1965, 1970, 2015, 2021